# احمد عبدالقادر (بازیکن فوتبال، زاده ۱۹۸۶)
احمد عبدالقادر (انگلیسی: Ahmed Abdelkader؛ زادهٔ ۱۷ سپتامبر ۱۹۸۶) بازیکن فوتبال اهل لیبی است.
وی همچنین در تیم ملی فوتبال لیبی بازی کرده‌است.